# Ablattaria
Ablattaria es un género de escarabajos de la familia Silphidae. Las especies de este género son depredadores de gasterópodos. Todas las especies del género presentan dimorfismo sexual. Fue descrito por Reitter en 1885.

## Especies
- Ablattaria arenaria (Kraatz, 1876)
- Ablattaria cribrata (Ménétries, 1832)
- Ablattaria laevigata (Fabricius, 1775)
- Ablattaria subtriangula Reitter, 1905